# Villa Bertoldi
Villa Bertoldi, Stefani è una villa veneta risalente alla fine del XV secolo. Essa si trova nel comune di Negrar in località Palazzo, in Valpolicella, nella provincia di Verona. 
Costruita inizialmente nel quattrocento, fu oggetto di ampliamenti del XVII secolo. Nell'ottocento la villa passò in proprietà dei Bertoldi, che la tennero fino a pochi decenni fa quando è passata alla famiglia Stefani.

Facciata di Villa Bertoldi

Strutturata su tre livelli e dotata di ampi magazzini, fa pensare che fosse servita da un fondo agrario di vaste dimensioni.
Di notevole interesse gli affreschi interni che raffigurano scene di natività. Il piano terreno, nella parte centrale della facciata presenta un porticato con colonne e sette archi a tutto sesto. Il piano superiore è occupato da un'ampia loggia con archi a tutto sesto di dimensioni ridotte rispetto al piano terreno. Al terzo livello sono presenti cinque finestre ovali. Lo stile architettonico conserva le caratteristiche quattrocentesche.